# Max Gleschinski
Max Gleschinski (* 30. Dezember 1993 in Rostock) ist ein deutscher Filmregisseur. Bekannt wurde er mit seinem Langfilm-Debüt Kahlschlag, der auf den Internationalen Hofer Filmtagen im Jahr 2018 den Förderpreis Neues Deutsches Kino gewann. Fünf Jahre später erhielt er für Alaska den Hauptpreis im Spielfilmwettbewerb des Filmfestival Max Ophüls Preis 2023.

## Leben
Max Gleschinski wuchs in Rostock auf und begann während der Schulzeit, sich in Stop-Motion und Kurzspielfilmen auszuprobieren. Er machte im Jahr 2012 sein Abitur am Innerstädtischen Gymnasium und absolvierte ein einjähriges Praktikum am Institut für neue Medien. Von 2013 bis 2017 studierte er Anglistik, Amerikanistik und Philosophie an der Universität Rostock. Neben dem Studium arbeitete er in einer Videothek und begann 2014 seine freiberufliche Arbeit als Filmemacher. Nach seinem Bachelorabschluss gründete Max Gleschinski 2017 gemeinsam mit Kameramann Jean-Pierre Meyer-Gehrke (Wildes Herz) die Von Anfang Anders Filmproduktion, um damit den gemeinsamen Debüt-Spielfilm Kahlschlag zu produzieren.
Kahlschlag wurde ohne Filmhochschule oder Fernsehsender mit Mitteln der Kulturellen Filmförderung Mecklenburg-Vorpommern, der Hanseatischen Bürgerstiftung Rostock, einer erfolgreichen Startnext-Kampagne sowie Sponsoren aus der Wirtschaft finanziert. Die Dreharbeiten fanden im Herbst 2017 ausschließlich in Mecklenburg-Vorpommern statt. Vor der Kamera standen Florian Bartholomäi, Bernhard Conrad, Maike Johanna Reuter, Petra Nadolny und Jan Gorkow. Nach der Uraufführung am 24. Oktober 2018 gewann Kahlschlag auf den Internationalen Hofer Filmtagen den Förderpreis Neues Deutsches Kino. Am 5. März 2020 startete Kahlschlag nach einer einjährigen, europaweiten Festivalreise deutschlandweit in den Kinos. Am 23. Oktober 2020 erschien das Thrillerdrama erstmals auf DVD und Blu-ray.
Zwischen August und September 2021 drehte er innerhalb von sieben Wochen seinen zweiten Spielfilm Alaska an der Mecklenburgischen Seenplatte. Gedreht wurde u. a. in Mirow, Canow, Roggentin und Umgebung. Der Film gewann im Januar 2023 den Hauptpreis des 44. Filmfestivals Max Ophüls Preis.
Max Gleschinski lebt und arbeitet als Autor und Regisseur in Rostock. Mit der „Von Anfang Anders“-Filmproduktion ist Max Gleschinski zudem weiterhin als Produzent von Musikvideos, Dokumentar- und Spielfilmen aktiv.
Von Mai bis Juli 2023 produzierte er Cornelius Schwalms zweiten Spielfilm, der noch unter dem Arbeitstitel „Pascals Reise ins Glück“ firmiert. Die Produktion wurde auf Usedom, in Berlin und in der Uckermark realisiert. Im Spätherbst 2023 realisierte 4 Folgen der ZDF-Serie SOKO Köln. Im Frühjahr 2024 drehte er für die ARD die Polizeiruf 110-Folge „Tu es“.
Für sein Frühwerk zeichnete die DEFA-Stiftung ihn im September 2024 mit einem Preis für Junges Kino aus.
Im Januar 2025 war er beim 46. „Max Ophüls Filmfestival“ als Jurymitglied tätig.

## Filmografie (Auswahl)

### Spielfilme
- 2018: Kahlschlag, Drehbuch und Regie
- 2023: Alaska, Drehbuch und Regie

### Kurzfilme
- 2009: Coffee ToGo, Drehbuch und Regie
- 2013: Klien, Drehbuch, Regie und Schnitt
- 2015: Zuhause, Drehbuch und Regie
- 2016: Gott liebt ein menschliches Weib, Drehbuch und Regie
- 2017: Lava, Drehbuch und Regie
- 2017: Endzeitstimmung, Regie
- 2017: Nicht ganz Reclam, Drehbuch und Regie
- 2017: Gib der Katze Milch, Drehbuch und Regie
- 2022: Lass Mörder Sein, Drehbuch und Regie

### Fernsehen
- 2024: SOKO Köln (Folgen: Ming Pilz (439); Tanz oder gar nicht (440); Ungebunden (441); Die letzte Aktion (442)), ZDF
- 2025: Polizeiruf 110: Tu es!

### Produktion
- 2022: Stille Sommer, Dokumentation von Jean-Pierre Meyer-Gehrke
- 2023: Vom Stehen und Fallen, Kurzfilm von Paul Raatz
- 2023: Neuland, Dokumentation von Paul Raatz
- 2025: Bernd – Operation Germanenkind, Spielfilm von Cornelius Schwalm

## Auszeichnungen (Auswahl)
- 2018: „Förderpreis Neues Deutsches Kino“ für „Kahlschlag“, Internationale Hofer Filmtage
- 2019: „Bester Film“ für „Kahlschlag“, Camgaroo Award
- 2022: „Indie Award“ für „Lass Mörder sein“, Grenzland Filmtage Selb
- 2023: „Bester Spielfilm“ für „Alaska“, Max Ophüls Filmfestival
- 2023: „NDR Director Award“ für „Alaska“, Filmkunstfest Mecklenburg-Vorpommern